# Legio IX Hispana
La Legio IX Hispana (Novena legión «hispana»), también Legio IX Hispana Macedonia Victrix), fue una legión romana creada a mediados del siglo I a. C., junto con la VI.ª, la VII.ª y VIII.ª por Pompeyo en el año 65 a. C. César la dirigió por vez primera como gobernador de la Hispania Ulterior en el 61 a. C. Se la llevó a la Galia alrededor del año 58 a. C., donde estuvieron presentes durante toda la guerra de las Galias. Se desconoce cuál era su estandarte, aunque posiblemente fuera un toro, como otras legiones cesarianas.

## Origen, reclutamiento y acciones hasta 30a.C.
La Legio IX Hispana probablemente fue reclutada hacia el 60 a. C. para colaborar en las campañas de pacificación de la provincia Galia Narbonense atacada por los alóbroges.
En 58 a. C. fue asignada junto con la Legio VIII y la Legio X a Julio César para su conquista de la Galia. Desaparecida durante el reinado de Marco Aurelio en el siglo II, probablemente aniquilada. Su símbolo es hoy por hoy desconocido, aunque es muy factible que fuese el toro, como el de las demás legiones consulares creadas por César.
La Legio IX operó durante toda la campaña de las Galias, siguiendo, más adelante, fiel a César en la guerra civil que sostuvo contra Pompeyo. Luchó en las batallas de Dirraquio (actual Durrës) y de Farsalia el 48 a. C., y en la campaña africana del año 46 a. C. Después de la victoria final César licenció a sus legionarios y asentó a los veteranos en Picenum.
Tras el asesinato de Julio César, Octavio volvió a llamar a los veteranos de la IX para sofocar la rebelión de Sexto Pompeyo, combatiendo en la batalla de Nauloco (Sicilia). Después de derrotar a este, fue destinada a la provincia de Macedonia.
En 31 a. C., desatada la guerra civil entre Marco Antonio y Octavio, volvió a tomar partido por este último, luchando a su lado en la batalla naval de Actium.

## La legión bajo Augusto y Tiberio
Con Octavio ya Augusto y emperador, la legión fue enviada a la Hispania Tarraconensis para participar junto a otras siete en las importantes y largas campañas contra los cántabros (29 a. C.-19 a. C.). Su sobrenombre de Hispana fue ganado probablemente por sus acciones durante este periodo. Con anterioridad fue llamada también Hispaniensis, 'estacionada en Hispania', pero posteriormente se eligió la forma Hispana.
Después de esto la legión fue trasladada a la frontera del Rin ante la necesidad de concentrar tropas para proteger el frente de las tribus germánicas.
Tras la retirada del área al este del río Rin como consecuencia del desastre de la batalla del bosque de Teutoburgo, en el año 9, la IX fue estacionada de forma permanente en Panonia, si exceptuamos un corto período entre 17 y 24 en que, por orden de Tiberio, tomó parte en la guerra contra Tacfarinas en Mauritania, acompañada por la Cohors XV Voluntariorum.

## Claudio y la invasión deBritannia. La legión y los Flavios

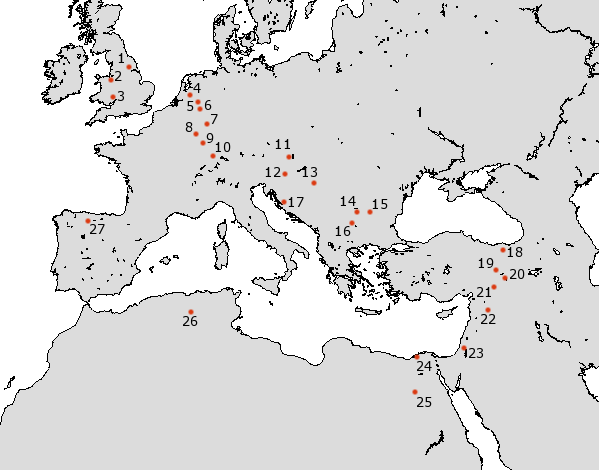
La Legio IX Hispana estaba acantonada en 80 en Eburacum (York, Reino Unido), marcado con el número 1 en el mapa.

En el 43 participó en la invasión de Britania conducida por el emperador Claudio y el legado imperial Aulo Plaucio.
Bajo el mando del gobernador proconsular Cayo Suetonio Paulino la legión participó en la campaña contra la reina Boudicca en 61, intentando romper el cerco de Londinium (actual Londres). En el transcurso de esta acción se vio obligada a retirarse a su fortaleza de Longthorpe con un número considerable de bajas y el gobernador decidió enviarla a cubrir su retaguardia, no participando en la acción que aplastaría la rebelión en la batalla de Watling Street. Debido a las bajas acumuladas durante la rebelión, hubo de ser reforzada con dos mil legionarios provenientes de las legiones de Germania Inferior y Germania Superior.
Entre 52 y 57, de nuevo bajo el mando de Quinto Petilio, junto con la Legio XX Valeria Victrix, bajo las órdenes del legado Cneo Julio Agrícola, atacó a las fuerzas de Venutius en Stanwick, sofocando la revuelta de los brigantes.
Posteriormente, y antes de que la fortificación de Lindum (actual Lincoln) estuviese finalizada en el año 65, sus efectivos fueron divididos entre los fuertes de Longthorpe y Newton-on-Trent.
En 71 la legión fue reemplazada en Lindum por la Legio II Adiutrix, trasladándose a una fortaleza de piedra recién construida en Malton, próxima a Eburacum (York). Es probable que durante su estancia en Britania participara junto a las otras tres legiones británicas en la construcción del Muro de Adriano aunque no está demostrado.

## La destrucción de la unidad

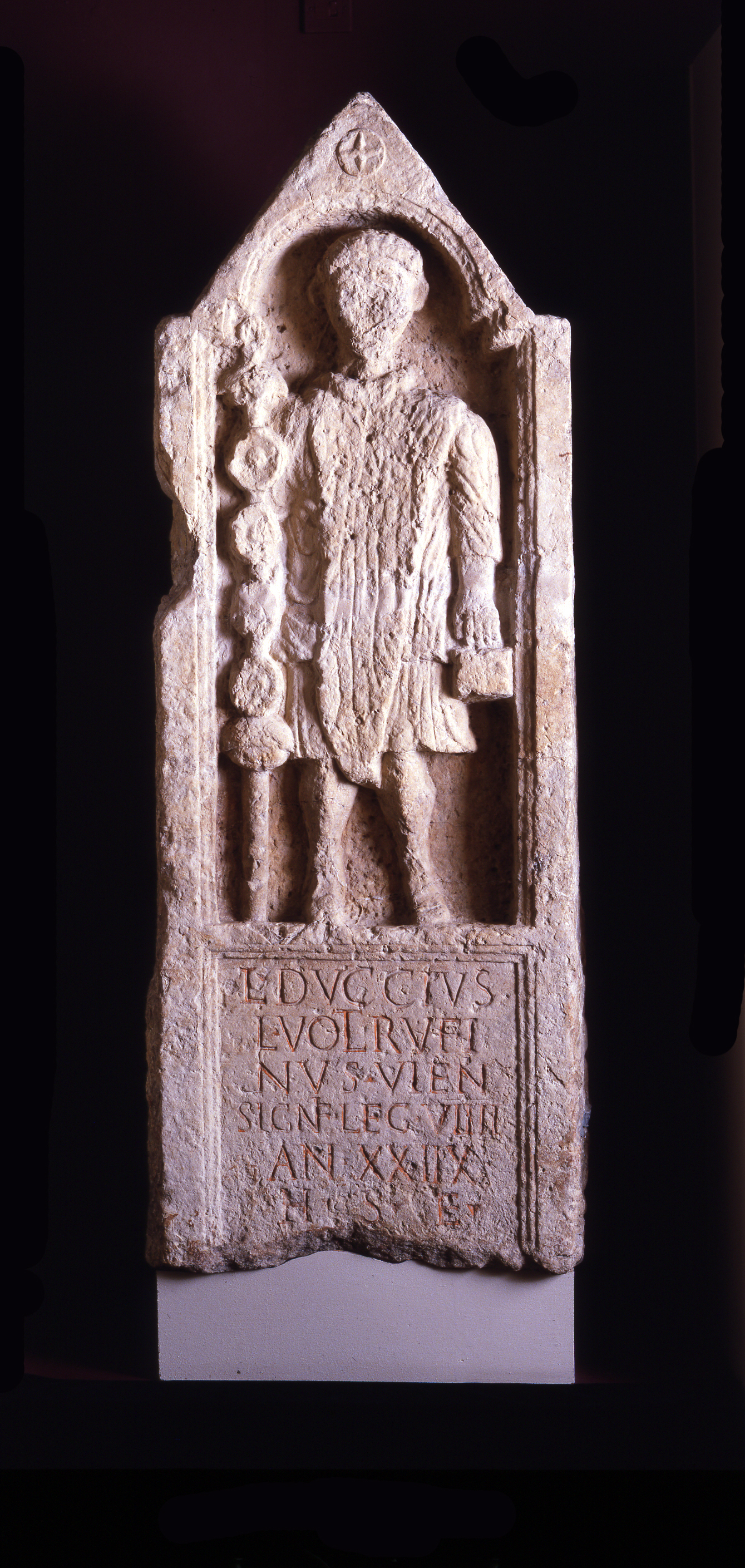
Inscripción funeraria del signifer de la Legio IX Hispana Lucio Ducio Rufino.

En 120 la Legio VI Victrix reemplazó a la Legio IX Hispana en York. Durante mucho tiempo fue desconocida su historia a partir de esta fecha, lo que dio lugar incluso a elaborar leyendas sobre su «misteriosa desaparición» entre los Scotti en sucesivas novelas de recreación histórica, como la muy popular de Rosemary Sutcliff The Eagle of the Ninth, de 1954, muchas veces reeditada, cuya adaptación cinematográfica se estrenó en 2011.
Sin embargo, a partir de 1970 se confirmó que esta leyenda era falsa. Gracias al hallazgo de diversas inscripciones pudo acreditarse que la legión IX (o VIIII, como aparece en los epígrafes) había sido trasladada desde Britannia a los alrededores de Noviomagus, ciudad de los Bátavos (actual Nimega, Holanda), donde estuvo acuartelada al menos hasta 132, cuando fue enviada a Oriente.
Tras esa fecha sí se pierde su rastro, por lo que se cree que pudo ser diezmada o aniquilada. Se han sugerido diferentes opciones para ello: en Judea bajo Adriano (años 132-135), en Armenia o en Capadocia en 161, donde Marco Sedacio Severiano fue derrotado por los partos y la legión IX Hispania pudo haber sido totalmente aniquilada, o durante la invasión de los Chatti. Lo único cierto es que en una relación de legiones de época de Marco Aurelio ya no se la menciona.
Hay que tener en cuenta que los historiadores y cronistas romanos eran extremadamente reservados a la hora de registrar en sus escritos aquellas legiones que fueran deshonradas, debido a que el recuerdo de su memoria hubiese sido prohibido. Igualmente ocurría con aquellas que fueron aniquiladas en el campo de batalla, no siendo dado a conocer el hecho por cuestión de moral pública y para asegurar la estabilidad política del imperio.[cita requerida]